# Giovanni Battista Re
Giovanni Battista Re, född 30 januari 1934 i Borno i provinsen Brescia, är en italiensk kardinal i Romersk-katolska kyrkan. Mellan 2000 och 2010 var han prefekt i Biskopskongregationen. Re är sedan år 2020 kardinaldekan.
Den 21 januari 2009 publicerades det dekret som förklarade att kardinal Re hävt suspensionen a divinis, det vill säga exkommunikationen av Prästbrödraskapet S:t Pius X:s fyra biskopar.